# Project Iceworm
Project Iceworm war der Name eines hochgeheimen Programms der Vereinigten Staaten in den 1950 und 1960er Jahren, das darauf abzielte, Raketen in Grönland zu stationieren.

## Politischer Hintergrund
Während des Kalten Krieges zielte Project Iceworm darauf ab, ein Netzwerk aus mobilen Abschussrampen für Atomraketen unter dem Grönländischen Eisschild zu bauen. Das Endziel war es, ballistische Mittelstreckenraketen dort zu stationieren, die im Kriegsfall die Sowjetunion erreichen könnten. Die Details des Raketenbasis-Projekts waren über Jahrzehnte lang ein Geheimnis und wurden auch vor der Dänischen Regierung geheim gehalten. 
Unter anderem wurde Ende 1958 Camp Century errichtet, ein unterirdischer militärischer Stützpunkt mit nuklearer Energieversorgung. Er wurde aber bereits 1966 wieder stillgelegt und aufgegeben. Das Dänisches Institut für Internationale Studien (DIIS) deckte es im Jahr 1995 während einer Ermittlung zur Benutzung und Lagerung von atomaren Waffen auf Grönland auf. Infolge der Eisschmelze könnte mit Giftstoffen und Radioaktivität belastetes Schmelzwasser ins Meer gelangen. Die Ermittlung wurde vom Dänischen Parlament in Auftrag gegeben, dies nachdem vorher geheime Informationen zum 1968 auf der Thule Air Base abgestürzten B-52-Bomber veröffentlicht wurden. Der Öffentlichkeit wurde das Projekt erst 1977 bekannt.
| Name            | Zeitraum  | Koordinaten              | Bemerkungen |
| --------------- | --------- | ------------------------ | --- |
| Thule Air Base  | seit 1951 | 76,5312° N, 68,7032° W   | Zentrale des Project Iceworm                                                                                             |
| Camp TUTO       | 1954–1966 | 76,41667° N, 68,31667° W | eigener Flugplatz (Code?)                                                                                                |
| Camp Fistclench | 1957–1966 | 76,16667° N, 55,35° W    | Vorstudie für den Bau von Camp Century (und weiterer Camps)                                                              |
| Camp Century    | 1958–1966 | 77,16667° N, 61,13333° W | aufgegeben: Nur der Atomreaktor wurde entfernt, sämtliche Schad- und Giftstoffe sowie Tonnen von Müll verblieben vor Ort |